# Medvjeđa špilja u Kletnu
Medvjeđa špilja u Kletnu (polj.: Jaskinia Niedźwiedzia w Kletnie) najduža je špilja planina Śnieżnik, koje su dio širega planinskog lanca Sudeta. Otkrivena je 1966. u blizini sela Kletno u Poljskoj i poznata je po brojnim iskopinama špiljskoga medvjeda (Ursus spelaeus).

## Povijest
Prvih 200 m špilje otkriveno je u listopadu 1966. tijekom rudarskih istraživanja u novootvorenom kamenolomu Kletno III. Godine 1967. otkriveni su novi hodnici i dvorane, uključujući srednje dijelove Sale pałacowe ("Dvorane palače"), a u siječnju 1972. otkriveni su najniži dijelovi špiljskog sustava. Novi dijelovi špilje otkriveni su od 2014. do 2015. godine. Ukupno, špilja ima dužinu od preko 4,5 km i trenutno je najduža špilja u Sudetima.

## Značajke
Špilja se nalazi na desnoj strani doline potoka Kleśnice u planinama Śnieżnik, dijelu Sudeta na 790 m nadmorske visine na obroncima planine Góra Stroma. 
U špilji su pronađeni brojni fosilni ostaci pleistocenskih životinja, uglavnom sisavaca poput mrkog medvjeda, špiljskog lava, hijene, sivog vuka, divlje svinje i drugih. Među fosilnim ostacima dominirale su kosti špiljskog medvjeda koje su činile gotovo 90 % svih iskopanih kostiju.

## Galerija slika
- Kartografski prikaz špilje
- Ulaz u Medvjeđu špilju
- Izložba unutar ulaznog paviljona s kosturima spiljskog medvjeda i spiljskog lava.
- Kostur spiljskog medvjeda.
- Stalaktitne strukture unutar spilje.
- Stalaktitne strukture unutar spilje.
- Stalaktitne strukture unutar spilje.
- Stalaktitne strukture unutar spilje.
- Stalagmit unutar špilje.
- Stalaktitne strukture unutar spilje.

## Vanjske poveznice
- Službena stranica na engleskom jeziku, pristupljeno 4. travnja 2023.